# Adonis (genre)
Pour les articles homonymes, voir Adonis.
Genre
Adonis (les Adonides en français) est un genre de plantes herbacées de la famille des Renonculacées. Il en existe plus de 25 espèces originaires des régions tempérées d'Eurasie.
L'une des plus fréquentes est l'Adonis goutte-de-sang (Adonis annua). C'est une plante annuelle érigée, à feuilles finement divisées, les inférieures sessiles. Les fleurs sont écarlates, elles comportent de 5 à 8 pétales rouges avec une base noire. C'est une plante des terrains cultivés et des friches sur substrat calcaire. Elle fait partie des plantes messicoles qui sont en forte régression depuis l'usage des désherbants dans les cultures céréalières.

## Espèces du genreAdonis
- Flore européenne
  - Adonis aestivalis L. - Adonis d'été ou Adonis goutte de sang
  - Adonis annua L. - Adonis d'automne ou Adonis goutte de sang
  - Adonis cyllenea (en)
  - Adonis distorta (nl)
  - Adonis flammea - Adonis flamme
  - Adonis microcarpa - Adonis à petits fruits
  - Adonis pyrenaica DC. - Adonis des Pyrénées
  - Adonis sibirica (sv)
  - Adonis vernalis L. - Adonis de printemps
  - Adonis volgensis

## Origine du nom
Dans la mythologie grecque, Adonis était un jeune homme dont s'éprit Aphrodite. Artémis en prit ombrage et le fit tuer par un sanglier. Aphrodite s'en émut et lui rendit la vie sous la forme d'une fleur rouge écarlate : l'adonis goutte-de-sang.